# Cão de Fila de São Miguel
El Cão de Fila de São Miguel es una raza de perro boyero autóctona de Portugal, concretamente de las islas Azores.
La raza se desarrolló en la isla de San Miguel, desde al menos el siglo XVI. Perro pastor de ganado bovino (boyero) de carácter difícil, su rusticidad lo convierte en un buen ejemplo de perro guardián.